# Никинци
Никинци (мађ. Nyékinca) су насеље општини Рума, у Сремском округу, у Србији. Према попису из 2022. било је 1551 становника. Већину чине Срби.

## Географске одлике
Никинци се налазе у јужном делу румске општине, 17 km у ваздушној линији јужно од Руме, са којом су повезани железничком пругом према Шапцу и асфалтним путем, који се код Хртковаца одваја од пута истог правца и путем који пролази крос насељено место Буђановци. Са овим магистралним путем Никинци су спојени и путем, који спаја Никинце и Платичево. Овај магистрални пут повезује Никинце и са ауто-путем Београд-Загреб, са којим су такође повезани и путем, који спаја села Никинци–Брестач– Суботиште–Пећинци.
Атар Никинаца издужен је правцем северозапад-југоисток, на дужини од око 12 km и граничи се са атарима: Хртковаца, Буђановаца, Брестача, Доњег Товарника, Огара, Грабоваца и Платичева. Површина атара је 41,31 km2. Село лежи у западном периферном делу атара.
Атар Никинаца лежи највећим делом на сремској лесној тераси, док његов крајњи југоисточни део лежи на алувијалном наносу, односно на старој плавини Врања, коју је таложио напуштајући лесну терасу. Западни, виши део терасе је изразито заталасан, а микрооблици рељефа, који му дају ту форму су стари рукавци Саве и обалске гредице између њих, који су засути лесом. У источном, нижем делу атара микрооблици рељефа су ређи. Висине опадају од 81 m на западу до 78 m надморске висине на истоку. Највећи облик рељефа је долина Врањ, ширине до 300 и дубине до 3 m, која представља овде најстарији траг старе долине Саве.
Површински хидролошки објекти у Никинцима нису чести. Најмаркантнија је поменута долина Врањ дуж које је ископан канал, који представља основу мелиоративног система овог подручја. Канал улази код Хртковаца, а излази код Грабоваца, где се спаја са Савом. Поред мреже дренажних канала, на крајњој, источној периферији атара налазе се још две старе долине Саве, а обе се зову Криваја. Фреатске воде су овде плитке, што је приморало људе да врше обимне мелиоративне радове. На једној плиткој бушотини откривена су два слоја субартешеке издани. Први је на дубини од 7 до 12 m, а други на дубини од 15 до 25,5 m. Други слој је каптиран и из њега се црпи 300 l воде у минути.
Морфологија села Никинци је великим делом условљена микрооблицима рељефа. То је било неопходно чинити у време, када овде није било још значајних мелиоративних радова и када су фреатске воде биле знатно плиће и често у депресијама избијале на површину, а раније је и Врањ плавио околно земљиште. Две дуже улице изграђене су са обе стране долине Врањ. Улица Војводе Мишића изграђена је са обе стране забарене депресије, а сем њих изграђено је још осам споредних ушорених улица.
Повезаност канала Врањ са Савом сигурно је у прошлости привлачила давнашње становнике Срема, да на левој и десној обали Врања дижу своје насеље, о којем сведоче археолошки локалитети у Никинцима.
Овде се налазе Црква Вазнесења Господњег у Никинцима и Римокатоличка црква у Никинцима.

## Историја
Никинци се у историји први пут помињу 1338. године када је краљ Угарске и Хрватске, Карло Роберт, поклонио имање у доњем Срему хрватском бану Микцу. Ту се налазило и мало насеље, које се тада по новом власнику назвало „Микинц“. Од овог имена касније је настало име Никинци.
За време владавине Турака на овој територији о Никинцима се мало зна, јер је вероватно и ово село било спаљено и опустошено. После одласка Турака, 1737. године у Никинце се досељавају око 1.600 католичких Албанаца из племена Клименти (Кељменди) доселили у Никинце и Хртковце. Поред њих ту се насељавају и Мађари и Хрвати. С обзиром да су Хрвати били вичнији ратарској производњи, преузимају земљу, у чему их је подржала и жупска управа. Клименти су се временом похрватили и напустили свој језик и културу.
Током владавине Марије Терезије од 1740. до 1780. године, наилазе таласи колонизације Немаца, коју је подстицао бечки двор. Од овог периода, па све до 1944. године у Никинцима су живели: Хрвати, Мађари и Немци. Према првим поузданим подацима о становништву села, овде је 1869. године живело 703 становника. Крајем Другог светског рата исељава се све немачко становништво, а током колонизације досељавају се Срби. Каснија стихијска досељавања и даље доводе српско становништво, тако да је оно већ 1961. године у већини. За разлику од имиграције, емиграција чешће покреће мађарско и хрватско становништво. Све ово довело је до тога да је у Никинцима 1981. године живело 2425 становника, од тога 48,8% су били мушкарци, а 51,2% су биле жене. Просечна старост била је 36,4 године. Тада су већину становништва чинили Срби 47,5%, Хрвати 20,4% и Мађари 19,6%.

### Археолошка налазишта
Локалитет „Тигањ“ налази се југоисточно од села, на малом узвишењу у потесу Тигањ и захвата површину од 1000 m². Ту су констатовани површински налази опеке и имберкса, као и кречног малтера у невезаном стању, животињских костију, мањи део оловне шипке и делови керамике. Овај материјал припада римском добу. То је мањи архитектонски комплекс, можда вила рустика. У овом потесу налази се и локалитет „Ђокин гроб“. На неким парцелама изоране су опеке, а мештани причају да су се прво на том простору населиле Клименте, јер се ту изорава грађевински материјал из 18. века. Поред ова два, постоји и локалитет „Камење“, који се налази са леве стране пута за Доњи Товарник, а такође и локалитет „Селиште“, на којем је пронађена остава новца. Материјал је прикупљен и данас се налази у музеју „Срема“ у Сремској Митровици.
На локалитету „Гроб цигла“ откривена је касна античка некропола, која захвата површину од 7500 m². То су плитке укопане гробнице са двоводном кровном конструкцијом. Овде су нађени и делови сиве, црвенкасте и глеђосане керамике. С обзиром на близину некропола на локалитету „Овсиште“, вероватно су оба локалитета у међусобној вези, односно, ради се о насељу и гробљу, које му је припадало.
На локалитету у потесу Живолић, на јужној обали баре „Врањ“, констатовани су налази кућног лепа, животињских костију, као и римске опеке и праисторијска и позно – античка керамика. Овде се ради о двослојном локалитету и то познобронзаном и позноантичком. Материјал неолитског и бронзаног доба налази се у Археолошком музеју у Загребу, а у Народном музеју у Београду постоји бронзани појас, који припада халштатском добу.
На локалитету „Клименачко гробље“ пронађен је један римски споменик са јако оштећеним натписом, док су у потесу Вишњева греда, на локалитету „Овсиште“, приликом изградње пута до полигона, пронађени: мачеви, лобања и око двадесет костура, који се налазе у музеју „Срема“. Све ово говори да се ту налази римска некропола.
У Никинцима је 1898. године нађено педесетак комада римског новца, а један сељак је на свом имању откопао хиљаду комада римских опека. Међутим, ови локалитети нису назначени. У Градском музеју у Сремској Митровици налази се римски гвоздени ћулум, који је такође нађен у атару Никинаца.

## Демографија
- 1869: 703 становника
- 1890: 1534 становника (Мађари, Срби, Хрвати и Немци)

У насељу Никинци живи 1790 пунолетних становника, а просечна старост становништва износи 41,4 година (39,5 код мушкараца и 43,2 код жена). У насељу има 765 домаћинстава, а просечан број чланова по домаћинству је 2,90.
Ово насеље је углавном насељено Србима (према попису из 2002. године), а у последња три пописа, примећен је пад у броју становника.
|  |

| Демографија | Демографија | Демографија |
| Година      | Становника  | Становника  |
| ----------- | ----------- | ----------- |
| 1948.       | 2.087       |             |
| 1953.       | 2.201       |             |
| 1961.       | 2.607       |             |
| 1971.       | 2.644       |             |
| 1981.       | 2.425       |             |
| 1991.       | 2.266       | 2.164       |
| 2002.       | 2.216       | 2.408       |
| 2011.       | 1.808       |             |

| Етнички састав према попису из 2002.‍ | Етнички састав према попису из 2002.‍ | Етнички састав према попису из 2002.‍ | Етнички састав према попису из 2002.‍ | Етнички састав према попису из 2002.‍ |
| ------------------------------------ | ------------------------------------ | ------------------------------------ | ------------------------------------ | ------------------------------------ |
|                                      |                                      |                                      |                                      |                                      |
| Срби                                 | Срби                                 |                                      | 1.534                                | 69,22%                               |
| Мађари                               | Мађари                               |                                      | 264                                  | 11,91%                               |
| Хрвати                               | Хрвати                               |                                      | 210                                  | 9,47%                                |
| Југословени                          | Југословени                          |                                      | 69                                   | 3,11%                                |
| Роми                                 | Роми                                 |                                      | 32                                   | 1,44%                                |
| Словаци                              | Словаци                              |                                      | 7                                    | 0,31%                                |
| Црногорци                            | Црногорци                            |                                      | 5                                    | 0,22%                                |
| Македонци                            | Македонци                            |                                      | 3                                    | 0,13%                                |
| Словенци                             | Словенци                             |                                      | 2                                    | 0,09%                                |
| Бугари                               | Бугари                               |                                      | 2                                    | 0,09%                                |
| Румуни                               | Румуни                               |                                      | 1                                    | 0,04%                                |
| Муслимани                            | Муслимани                            |                                      | 1                                    | 0,04%                                |
| непознато                            | непознато                            |                                      | 14                                   | 0,63%                                |

| Година пописа     | 1948. | 1953. | 1961. | 1971. | 1981. | 1991. | 2002. |
| ----------------- | ----- | ----- | ----- | ----- | ----- | ----- | ----- |
| Број домаћинстава | 543   | 637   | 738   | 743   | 761   | 755   | 765   |

| Број чланова      | 1   | 2   | 3   | 4   | 5  | 6  | 7 | 8 | 9 | 10 и више | Просек |
| ----------------- | --- | --- | --- | --- | -- | -- | - | - | - | --------- | ------ |
| Број домаћинстава | 174 | 191 | 134 | 147 | 65 | 40 | 9 | 3 | 2 | 0         | 2,90   |

| Пол    | Укупно | Неожењен/Неудата | Ожењен/Удата | Удовац/Удовица | Разведен/Разведена | Непознато |
| ------ | ------ | ---------------- | ------------ | -------------- | ------------------ | --------- |
| Мушки  | 921    | 282              | 566          | 48             | 24                 | 1         |
| Женски | 942    | 162              | 554          | 208            | 16                 | 2         |
| УКУПНО | 1.863  | 444              | 1.120        | 256            | 40                 | 3         |

| Пол    | Укупно                    | Пољопривреда, лов и шумарство | Рибарство                            | Вађење руде и камена | Прерађивачка индустрија       |
| ------ | ------------------------- | ----------------------------- | ------------------------------------ | -------------------- | ----------------------------- |
| Мушки  | 493                       | 173                           | 0                                    | 0                    | 95                            |
| Женски | 188                       | 77                            | 0                                    | 0                    | 33                            |
| УКУПНО | 681                       | 250                           | 0                                    | 0                    | 128                           |
| Пол    | Производња и снабдевање   | Грађевинарство                | Трговина                             | Хотели и ресторани   | Саобраћај, складиштење и везе |
| Мушки  | 6                         | 48                            | 14                                   | 5                    | 34                            |
| Женски | 0                         | 0                             | 33                                   | 11                   | 1                             |
| УКУПНО | 6                         | 48                            | 47                                   | 16                   | 35                            |
| Пол    | Финансијско посредовање   | Некретнине                    | Државна управа и одбрана             | Образовање           | Здравствени и социјални рад   |
| Мушки  | 0                         | 78                            | 19                                   | 8                    | 3                             |
| Женски | 2                         | 3                             | 3                                    | 11                   | 9                             |
| УКУПНО | 2                         | 81                            | 22                                   | 19                   | 12                            |
| Пол    | Остале услужне активности | Приватна домаћинства          | Екстериторијалне организације и тела | Непознато            | Непознато                     |
| Мушки  | 1                         | 0                             | 0                                    | 9                    | 9                             |
| Женски | 2                         | 0                             | 0                                    | 3                    | 3                             |
| УКУПНО | 3                         | 0                             | 0                                    | 12                   | 12                            |

## Привреда
Привреда Никинаца усмерена је ка пољопривредној производњи. Од укупно 4239 ha, колико захвата никиначки атар, највећи део је у приватном власништву. Највеће површине су под ораницама 58%, шумама 18% и неплодним земљиштем 22%. Ово указује на то да у пољопривредној производњи доминира ратарство, а због недостатка пашњака, сточарство је неразвијено, осим што се мали број домаћинстава бави стајским сточарством.
Пољопривредне организације, које су задужене за обраду плодног земљишта су биле у друштвеном власништву, али данас су приватизоване. Поред „ЗЗ Никинци“, у селу постоје још две приватне задруге, затим пољопривредно имање „Полет“, које је такође приватизовано и магацин „Срем коп-а“, који уговара производњу пољопривредних производа, пре свега индустријских култура.
Близина индустријских центара учинила је да Никинци у том погледу остану некако запостављени. У селу постоји млин, који је такође у приватном власништву. Овај млин постоји још од 1927. године, а изградила су га два Немца, Мајер и Нај, у то време најимућнији људи у селу.
У селу постоји дом здравља, пошта, ватрогасни дом, дом културе са просторијама за пројекцију филмова, за рад диско клуба и салом за прославе, која је нешто касније изграђена, а у овом објекту смештен је и бифе фудбалског клуба. Поред наведених установа у Никинцима постоји и војни полигон, у којем се поред његове примарне делатности производи и ловачка муниција. У саставу полигона постоји и Стална изложба наоружања.

## Култура
Поред фудбалског клуба ”Полет” и ловачког друштва, мештани су активни и у раду шах клуба „Никинци“. Спортске активности мештани упражњавају и на спортским теренима, који се налазе у сеоском парку и у спортској сали, када је то могуће, јер се она налази у саставу основне школе "Бранко Радичевић". Постоји и културно уметничко друштво "Бранко Радичевић".